# Wilhelm List
Siegmund Wilhelm List (14 tháng 5 năm 1880 – 17 tháng 8 năm 1971) là một trong số các thống chế của quân đội Đức Quốc xã trong Chiến tranh thế giới thứ hai. Ông từng tham gia chiến đấu tại Ba Lan, Pháp, vùng Balkan và chiến trường Xô-Đức. Sau chiến tranh, ông bị quân Đồng Minh bắt và bị kết án là tội phạm chiến tranh. Năm 1952 ông được thả ra và mất vào năm 1971.

## Cuộc đời

### Trước và trong Chiến tranh thế giới thứ nhất
List sinh tại Oberkirchberg gần Ulm, Württemberg, Đức năm 1880 và đến năm 18 tuổi (1898), ông gia nhập quân đội bang Baravia. Năm 1900, ông được phong hàm trung úy và đến năm 1913 là đại úy. Khi Chiến tranh thế giới thứ nhất bùng nổ, ông đóng vai trò là sĩ quan tham mưu của quân đoàn II Baravia và vào tháng 1 1918 khi chiến tranh gần kết thúc ông được phong hàm thiếu tá.

### Giai đoạn giữa hai cuộc chiến
Sau chiến tranh, List tiếp tục phục vụ cho lực lượng Reichswehr (lực lượng vũ trang của Đức từ 1919 đến 1935). Trong thời gian này List được thăng hàm nhanh chóng. Ông được phong hàm đại tá năm 1927, thiếu tướng năm 1930 và trung tướng năm 1932. Năm 1930, ông còn là hiệu trưởng trường huấn luyện bộ binh ở Dresden. Năm 1938 sau khi Đức Quốc xã sáp nhập lãnh thổ Áo vào Đức, List lúc đó là chỉ huy quân đoàn 4 được giao nhiệm vụ sáp nhập lực lượng quân sự Bundesheer của Áo vào lực lượng vũ trang Đức Quốc xã Wehrmacht.

### Chiến tranh thế giới thứ hai
Trong cuộc xâm lược Ba Lan do Đức Quốc xã tiến hành vào tháng 9 năm 1939, List được giao nhiệm vụ chỉ huy tập đoàn quân 14 đóng tại biên giới phía nam Ba Lan, vượt Kraków, tấn công quân Ba Lan tại dãy Karpat. Nhiệm vụ chính của List vẫn là tiến vào Warszawa. Ngày 17 tháng 9 năm 1939, List đã hoàn thành nhiệm vụ khi phối hợp được với hướng tiến của quân đoàn xe tăng XIX của tướng Heinz Guderian tại Brest-Litovsk. Ngày 30 tháng 9, ông được trao tặng huân chương Thập tự Sắt vì thành tích chiến đấu xuất sắc.
Đầu năm 1940, List lại tiếp tục thành công ở trận chiến nước Pháp khi dẫn tập đoàn quân 12 chọc thủng thành công phòng tuyến Maginot. Ngày 19 tháng 7 năm 1940, List được phong hàm thống chế sau những thắng lợi trên. Khi Chiến dịch Barbarossa xâm lược Liên Xô chuẩn bị được thực hiện, Đức tranh thủ lôi kéo thêm các nước gia nhập phe Trục. Thống chế List đã được giao nhiệm vụ đàm phán với ban tham mưu quân đội Bulgaria và một điều khoản mật đã được ký kết qua đó quân đội Đức được tự do hành quân qua lãnh thổ Bulgaria. Ngày 28 tháng 2 năm 1941, quân Đức tràn vào Bulgaria, thiết lập các vị trí quân sự và ngày hôm sau Bulgaria chính thức gia nhập phe Trục.
Tháng 4 năm 1941, List tham gia vào các cuộc xâm lược Nam Tư và Hy Lạp của quân đội Đức với binh đoàn 12 do ông chỉ huy bao gồm 4 sư đoàn thiết giáp và 11 sư đoàn cơ giới. Ngày 13 tháng 4 năm 1941, Beograd, thủ đô của Nam Tư, đã bị quân Đức chiếm và đến ngày 27 tháng 4 là Athena, thủ đô của Hy Lạp. Các cuộc giao tranh tại khu vực Balkan chỉ kết thúc khi quân đội Anh rút lui hoàn toàn vào ngày 28 tháng 4 năm 1941 và kết quả là toàn bộ khu vực Balkan rơi vào tay Đức Quốc xã. Hitler đã ra lệnh List ký vào văn kiện đầu hàng của Hi Lạp khi chưa có sự tham gia của đại diện Ý. Do sự phản đối của nhà độc tài Ý Benito Mussolini, Hitler sau đó đã cử Alfred Jodl đến ký văn bản đầu hàng chính thức khi có sự tham gia của đại diện Ý.
Sau chiến dịch Balkan, List được giao nhiệm vụ hoạt động tại Serbia và Hy Lạp. Đầu năm 1942, List nhận lệnh từ Hitler đi thị sát Na Uy để đề phòng một cuộc đổ bộ của quân Anh vào vùng bờ biển phía tây nước này.
Đầu tháng 6 năm 1942, List được điều đến mặt trận Xô-Đức chỉ huy "cụm tập đoàn quân A", một cụm tập đoàn quân thành lập từ tập đoàn quân phía nam tham gia Chiến dịch Kavkaz bao gồm tập đoàn quân xe tăng số 1, số 4 và hai tập đoàn quân dã chiến của Đức số 11 và 17, tập đoàn quân số 8 của Ý. Nhiệm vụ của ông là dùng Rostov làm bàn đạp, vượt qua dãy Kavkaz để tiến chiếm Baku, cắt nguồn năng lượng phục vụ chiến tranh của Liên Xô. Quân Đức sau những thắng lợi ban đầu tại vùng đồng bằng, khi bắt đầu tiếp cận dãy núi lớn Caucasus đã mất đà tiến công, dần dần bế tắc trên hướng chính và bị chặn lại tại tuyến sông Terech và các đèo ngang của dãy Kavkaz. Nguyên nhân chính là do thiếu sự tiếp tế xăng dầu cần thiết cũng như hiệu quả của các đơn vị thiết giáp Đức giảm xuống đáng kể trước các dãy núi. Về thực chất chiếm Kavkaz là nhiệm vụ còn quá cao đối với Bộ tổng tư lệnh tối cao của Hitler.

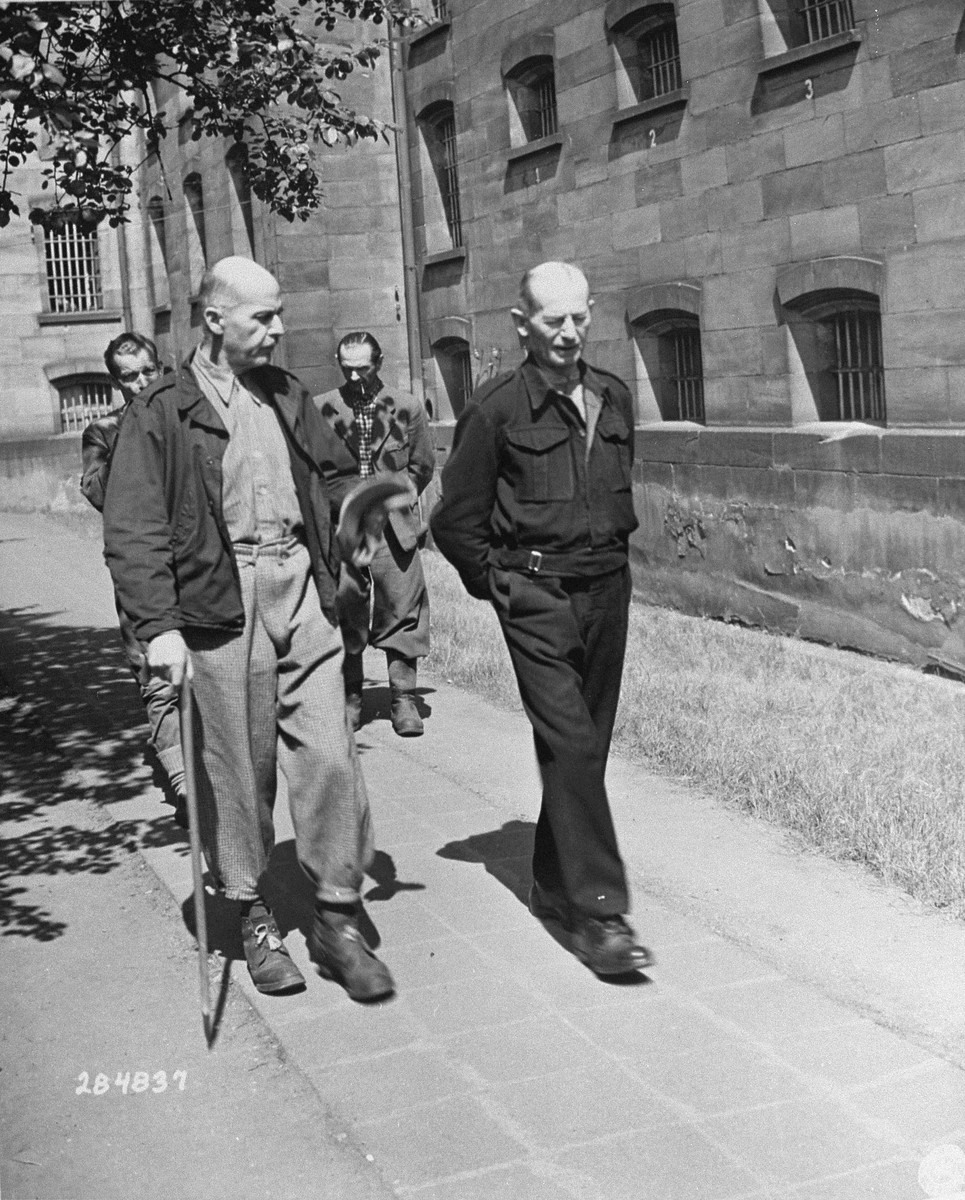
Wilhelm List (trái) và Walter Kuntze (phải) trong thời gian ở tù

Vào cuối tháng 8, cuộc tiến công của cụm tập đoàn quân A xem như đã kết thúc. Lực lượng viện trợ của người Nga đã đến và càng củng cố thêm sức mạnh. Ngoài ra, lực lượng không quân Đức yểm trợ của cụm tập đoàn quân này đã theo lệnh tiến về phía Bắc giúp đỡ tập đoàn quân số 6 của thống chế Friedrich Paulus đang ở Stalingrad. Hitler vô cùng tức giận trước thất bại này và khi List đề nghị di chuyển một số mũi xung kích đã trở nên sa lầy sang nơi khác đồng thời chuyển quân dự bị từ mặt trận để tăng cường tấn công các vị trí của quân Nga, Hitler đã cách chức List vào ngày 9 tháng 9. List trở về nhà trong thời gian còn lại của cuộc chiến và không còn được trao bất cứ nhiệm vụ nào nữa.

### Cuối đời
Sau chiến tranh, List bị quân Đồng Minh bắt giữ. Năm 1947, ông và 11 sĩ quan cấp dưới bị đưa ra tòa án binh của Mỹ xét xử vì bị cáo buộc phạm tội ác chiến tranh ở vùng Balkan, Hy Lạp, Albania, Nam Tư và Na Uy. Ông bị kết án tù chung thân và bắt đầu thi hành án từ tháng 2 năm 1948. Tháng 12 năm 1952, ông được trả tự do vì lý do sức khỏe. Ông mất vào ngày 17 tháng 8 năm 1971, thọ 91 tuổi.